# ویت‌فیلدز، شهرستان جیلا، آریزونا
ویت‌فیلدز (به انگلیسی: Wheatfields) یک منطقهٔ مسکونی در ایالات متحده آمریکا است که در شهرستان جیلا، آریزونا واقع شده‌است. ویت‌فیلدز ۲۰٫۸۸ کیلومتر مربع مساحت و ۲٬۸۸۲ نفر جمعیت دارد و ۹۵۱٫۲۹ متر بالاتر از سطح دریا واقع شده‌است.